# Sicko Mode
 Sicko Mode је песма америчког репера Тревиса Скота . Садржи вокале канадског репера Дрејка. Првобитно ју је издала Epic Records 3. августа 2018. као трећа нумера са Astroworld-а (2018), пре него што је објављена као други сингл 21. августа. Садржи додатне некредитиране вокале колега америчких репера Swae Lee-a и покојног Big Hawk-a.  
Sicko Mode је био Скотов први сингл број један на америчкој Билборд Хот 100 (иако се Дрејк не налази на Билбордовим листама),   као и прва хип-хоп песма у историји која је провела најмање 30 недеља у топ десет песама на табели. Критичари су га универзално хвалили и номинован је за најбољу реп изведбу и најбољу реп песму на 61. годишњој додели Греми награда .
Песма садржи семпл из песме „Gimme the Loot“, коју су написали Ноториоус БИГ и Еаси Мо Бее, у извођењу прве и интерполацију из „I Wanna Rock“, коју је написао и извео Uncle Lukе.  Песма је 9. децембра 2020. године добила дијамантски сертификат од стране Америчког удружења издавачке индустрије (РИАА).

## Композиција
Песма је у три различита става. Постоји први став, који почиње од почетка песме до једне минуте. Други став почиње на једном минуту и завршава се пре истека три минута. Трећи став почиње на три минута до краја песме. Први став је написан у тоналитету бе-дура, други став је написан у тоналитету фис-мола, а трећи став је компонован у тоналитету Ес-мола .  Први став подсећа на време са пријатељима зими. Други покрет подсећа на прошле везе са женама. Трећи став подсећа на средњошколске године репера, али сада ужива у луксузу. Целокупна тема песме је присећање на прошле догађаје у животу репера и где су они сада.

## Критички пријем
„Sicko Mode“ је добио признање критике, а неки критичари су га сматрали врхунцем Astroworld-а . Пишући за Ролинг Стоне, Кристофер Р. Вајнгартен је сматрао да је песма "врхунац албума",  док ју је Брендан Клинкенберг из истог часописа описао као "врхунац Скотових синтетичких инстинкта".  Бриан Јосеп из Ентертаинмент Веекли-а назвао га је "мини-апартманом шашаваца".  Роисин О'Kонор из Индепендента је сматрала да Дрејк „звучи важније на овој плочи него у било ком тренутку на свом недавном издању, Scorpion, са снажним, самоувереним током“. 

## Перформансе графикона
„Sicko Mode“ је дебитовао на четвртом месту на америчкој Биллбоард Хот 100,  Дошао је на друго место након објављивања свог музичког спота. Касније је то постао његов први број један од 8. децембра 2018, након седамнаест недеља у првих 10. Сингл је такође постао Скотових првих 10 на листи Радио песама .  Завршио је 3. у Трипле Ј'с Хотест 100 2018.  Осврћући се на њен комерцијални утицај, Ендрју Унтербергер из Билбордовог магазина назвао је песму „троделном прог-рап одисејом која би годинама раније била незамислива као радио сингл, али која је толико узбудила публику својим неочекиваним прекидима ритма“. 

## Спот
Музички спот за "Sicko Mode" режирали су Дејв Мајерс и Тревис Скот. Објављена је 19. октобра 2018. Видео почиње са Скотовом црвеном главом на згради док је камера зумира, и прелази на следећу сцену људи који се враћају у неке разнобојне куће. Видео се завршава тако што Дрејк и Скот одлазе.  Од маја 2022. видео има преко милијарду прегледа. 

## Персонал
Перформансе
- Травис Скот – вокал, писање песама
- Дрејк – вокал, писање песама
- Swae Leе – додатни вокал, писање песама
- Big Hawk – додатни вокал, писање песама

Продукција
- Рожет Чахајед – продукција, писање песама (I део) [20]
- Хит-Бои – продукција, писање песама (I део) [20]
- ОЗ – продукција, писање песама (II део) [20]
- Кубитз – продукција, писање песама (II део) [21]
- Теј Кит – продукција, писање песама (III део) [20]
- Мајк Дин – помоћ у продукцији, писање песама
- Мирсад Дервић – програмирање, писање пјесама
- Сајдел Јанг – писање песама